# تپلی (فیلم ۱۳۵۱)
تپلی فیلمی به کارگردانی و نویسندگی رضا میرلوحی بر اساس رمان موش‌ها و آدم‌ها اثر جان استاینبک است.

## داستان فیلم
تپلی (همایون) جوانی است چاق و خل‌وضع که همراه پسرخاله‌اش اسی (مرتضی عقیلی) در خدمت خانهٔ اربابی هستند. رفتار تپلی که به نوازش کردن اشیاء نرم علاقه دارد سبب می‌شود آنها از خانهٔ اربابی رانده شوند. آن دو در یک کارگاه چوب‌بری در منطقهٔ جنگلی شمال استخدام می‌شوند و همراه پیرمردی (نعمت‌الله گرجی) برای آیندهٔ خود نقشه می‌کشند. اما همسر (زری خوشکام) امیرخان صاحب کارگاه (بهرام وطن‌پرست) تپلی را اغوا می‌کند و تپلی ناخواسته، در حالی که از خودبی‌خود شده است زن را خفه می‌کند. تپلی و اسی به جنگل پناه می‌برند، در حالیکه امیر صاحب کارگاه و جمعی از کارگران در پی آن دو هستند. سرکارگر کارگاه، بشیر (زکریا هاشمی) که جانب تپلی و اسی را می‌گیرد قبل از آنکه جلو مهاجمان را بگیرد کشته می‌شود. اسی که نمی‌خواهد تپلی به دست مهاجمان زجرکش شود، با گلوله او را از پا درمی‌آورد و اسی بدست امیرخان و کارگران کارخانه کشته می شود
این فیلم اقتباسی از داستان موش‌ها و آدم‌ها،نوشته‌ی جان اشتاین بک است.

## بازیگران
- همایون در نقش تپلی
- مرتضی عقیلی در نقش اسی
- زری خوشکام درنقش همسر امیر
- بهرام وطن پرست در نقش امیرخان صاحب‌کارخانه
- مهدی فخیم زاده در نقش کارگر کارخانه
- نعمت اله گرجی درنقش میرحسین
- زکریا هاشمی درنقش سرکارگر بشیر
- طاهره غفاری درنقش ربابه